# Janus van der Gijp
Jurianus (Janus) van der Gijp (Dordrecht, 14 februari 1921 – Rotterdam, 21 juni 1979) was een Nederlands voetballer die als aanvaller speelde voor Emma en DHC. Samen met zijn broers Cor, Wim, Freek en neef Jur speelde hij begin jaren 50 in het eerste elftal van voor Emma. Met Emma won hij in 1949 het toernooi om de Zilveren Bal. Eind 1949 nam hij deel aan de centrale trainingen van het Nederlands voetbalelftal. Na zijn voetballoopbaan trainde hij enkele amateurvoetbalclubs uit Zuid-Holland. In april 1979 werd hij vanwege een longaandoening opgenomen in het ziekenhuis en hij overleed in juni van dat jaar.

## Carrièrestatistieken
| Seizoen         | Club            | Land            | Competitie                   | Competitie | Competitie | Beker | Beker | Internationaal | Internationaal | Overig | Overig | Totaal | Totaal |
| Seizoen         | Club            | Land            | Competitie                   | Wed.       | Dlp.       | Wed.  | Dlp.  | Wed.           | Dlp.           | Wed.   | Dlp.   | Wed.   | Dlp.   |
| --------------- | --------------- | --------------- | ---------------------------- | ---------- | ---------- | ----- | ----- | -------------- | -------------- | ------ | ------ | ------ | ------ |
| 1954/55         | Emma            | Nederland       | Eerste klasse D (Afgebroken) | –          | 0          | –     | –     | –              | –              | 0      | 0      | –      | 0      |
| 1954/55         | Emma            | Nederland       | Eerste klasse A              | –          | 4          | –     | –     | –              | –              | 0      | 0      | –      | 4      |
| 1955/56         | Emma            | Nederland       | Hoofdklasse B                | –          | 7          | –     | –     | –              | –              | 0      | 0      | –      | 7      |
| 1956/57         | Emma            | Nederland       | Eerste divisie A             | –          | 1          | –     | 0     | –              | –              | 0      | 0      | –      | 1      |
| 1957/58         | DHC             | Nederland       | Tweede divisie A             | –          | 9          | 1     | 1     | –              | –              | 0      | 0      | –      | 10     |
| 1958/59         | DHC             | Nederland       | Tweede divisie A             | –          | 7          | –     | 0     | –              | –              | 0      | 0      | –      | 7      |
| Carrière totaal | Carrière totaal | Carrière totaal | Carrière totaal              | –          | 28         | –     | 1     | –              | –              | 0      | 0      | –      | 29     |